# Ystradgynlais
Ystradgynlais is een plaats in het Welshe graafschap Powys.
Ystradgynlais telt 9004 inwoners.